# Pomnik Bohaterów Walki o Niepodległość po 1944–45 roku i „Solidarności”
Pomnik Bohaterów Walki o Niepodległość po 1944–45 roku i „Solidarności” – upamiętnienie osób walczących po 1944 r. o niepodległość Polski i uczestników ruchu NSZZ „Solidarność” zlokalizowane w Doylestown.

## Historia
Pomnik powstał z inicjatywy Komitetu Obchodów Rocznicy Katastrofy Smoleńskiej i Ludobójstwa Katyńskiego. Pomysłodawcą projektu jest Janusz Kudełko, a wykonawcą monumentu jest Richard Kulinski. Został zlokalizowany na terenie Narodowego Sanktuarium Matki Bożej Częstochowskiej w Doylestown.
22 września 2024 r. pomnik został odsłonięty przez prezydenta Andrzeja Dudę. Na uroczystości odsłonięcia obecny był również dr Karol Nawrocki prezes Instytutu Pamięci Narodowej oraz działacze Solidarności i Niezależnego Zrzeszenia Studentów, Konsul Generalny RP w Nowym Jorku Mateusz Sakowicz, weterani ze Stowarzyszenia Weteranów Armii Polskiej w Ameryce, Kadeci Pułaskiego z West Point, Korpus Pomocniczy Pań przy SWAP, przedstawiciele Kongresu Polonii Amerykańskiej, harcerze i nauczyciele ze szkół polonijnych. Poświęcenia pomnika dokonał biskup Witold Mroziński.

## Opis
Pomnik ma formę cokołu z umieszczonymi na nim schodami, na stopniach których znajdują się daty nawiązujące do najnowszej historii Polski – 1944-1945, 1956, 1966, 1968, 1970, 1976, 1980-1981. Zwieńczeniem monumentu jest logotyp NSZZ „Solidarność” oraz krzyż.